# Jo Limonade
Pour plus de détails, voir Fiche technique et Distribution.
Jo Limonade (en tchèque : Limonádový Joe aneb Koňská opera) est un western rouge tchécoslovaque réalisé par Oldřich Lipský, sorti en 1964. Il est l'adaptation au cinéma d'un roman et d'une pièce écrits par Jiří Brdečka, également scénariste de ce film. Parodie musicale des vieux westerns Jo Limonade est devenu un film culte en République tchèque et en Slovaquie,.

## Synopsis
Jo Limonade est un as de la gâchette qui boit uniquement de la limonade (de la Kolaloka) et qui a la responsabilité d'une ville pleine de cow-boys buveurs de whisky. « Ce qui est bon pour Kolaloka est bon pour la loi » déclare l'un des personnages et, à la fin du film, les gentils et les méchants travaillent ensemble pour l'amour des affaires, c'est-à-dire Kolaloka, dont le nom fait évidemment référence à Coca-Cola.
Une des histoires dans l'histoire est l'arrivée d'un évangéliste dans la ville, accompagné de sa fille : même si ses motifs ne sont pas purement financiers, il apparaît à la fois différent mais semblable à Jo dans ses techniques.
Une autre intrigue secondaire est que Jo hésite entre deux femmes, l'une travaillant dans une maison close, l'autre étant la fille de l'évangéliste. Au début il est plus intéressé par cette dernière car elle milite dans une ligue de tempérance, ce qui serait bon pour les affaires de Kolaloka.

## Fiche technique
- Titre : Jo Limonade
- Titre original : Limonádový Joe aneb Koňská opera
- Réalisation : Oldřich Lipský
- Scénario : Jiří Brdečka, Oldřich Lipský
- Musique : Vlastimil Hála (cs), Jan Rychlík
- Chanteurs : Yvetta Simonová, Jarmila Veselá, Karel Gott, Miloš Kopecký, Waldemar Matuška
- Directeur de la photographie : Vladimír Novotný (cs)
- Montage : Miroslav Hájek, Jitka Sulcová
- Décors : Karel Skvor, Ladislav Krbec, Milos Osvald, Jiri Rulik
- Costumes : Jiří Brdečka, Fernand Vácha
- Chorégraphie : Josef Koníček (cs)
- Pays d'origine :  Tchécoslovaquie
- Sociétés de production : Studios Barrandov
- Lieux de tournage : Studios Barrandov
- Longueur : 98 minutes
- Format : Noir et blanc (colorié) - Mono - 2,35:1 - CinemaScope
- Dates de sortie :
  - Allemagne de l'Est : 28 août 1964
  - Espagne : septembre 1964 (Festival international du film de Saint-Sébastien)
  - Tchécoslovaquie : 16 octobre 1964
  - Australie : 1965 (Festival international du film de Melbourne)
  - Pays-Bas : 30 janvier 2011 (Festival international du film de Rotterdam)

## Distribution
- Karel Fiala : Jo Limonade alias Jo Kolaloka
- Rudolf Deyl, Jr.
- Milos Kopecký : Horace Badman
- Květa Fialová : Lou Tornado
- Olga Schoberová : Winnifred Goodman
- Bohus Záhorský
- Josef Hlinomaz
- Karel Effa
- Waldemar Matuška
- Eman Fiala
- Vladimír Menšík
- Jirí Lír
- Jirí Steimar

## Prix et récompenses
- 1964 : Festival international du film de Saint-Sébastien : Prix spécial

## Histoire du film
L'histoire, écrite par Jiří Brdečka, parut d'abord dans un journal pendant la Seconde Guerre mondiale, avant de devenir une pièce (les Allemands ne s'y opposèrent pas). Květa Fialová joua à la fois dans la pièce et dans le film.

## Critiques
- « Utilisation de filtres, dessins sur la pellicule, burlesque appuyé, placement de produit absurde, ridiculisation de la virilité et du genre, musique détournée, morale douteuse, accélération des scènes d'action, critique de la société marchande, méchants trop méchants, une invention permanente et un rythme effréné participent d'un spectacle total hilarant. » Cinénews.be[5]

- « Le regard ironique d’Oldřich Lipský, un des maîtres - avec Vorlíček – de la comédie tchèque, fustige le matérialisme américain autant qu’il chante son amour irrévérencieux pour le western des origines, incarné par William S. Hart et Tom Mix et celui chantant des années 1930 (Roy Rogers) » Malavida films (site commercial de vente de DVD)[6].

- « L'acteur principal, Karel Fiala (cs), est un authentique ténor d'opéra. Il jouera l'interprète de Don Giovani dans Amadeus et est le seul à ne pas être doublé dans les numéros musicaux. Květa Fialová, l'interprète de Lou Tornado, et Milos Kopecký (en), qui joue Horace Badman, empruntent pour les parties chantées les voix des deux plus célèbres chanteurs tchécoslovaques de l'époque, Yvetta Simonová (cs) et Karel Gott (surnommé la voix d'or de Prague). » Sigtuna, Psychovision[7].

## Autour du film
- D'après Olga Schoberová (une des actrices), Henry Fonda serait l'un des admirateurs de ce film[8].